# Bemande ruimtevaart naar Mars
Sinds de jaren 50 van de 20e eeuw worden er plannen gemaakt om bemande ruimtevluchten naar Mars uit te voeren. De plannen variëren van het maken van een scheervlucht langs Mars tot landen of het zich vestigen op de planeet of een van beide manen, Phobos en Deimos. Sommige plannen hebben terravorming, het bewerkstelligen van aardse omstandigheden op Mars, als uiteindelijk doel.
Tot nu toe waren bemande ruimtevluchten naar Mars het onderwerp van sciencefiction en van wetenschappelijke voorstellen. Al sinds de jaren 50 zijn er plannen gemaakt voor mogelijke missies, die meestal 10 tot 30 jaar in de toekomst zouden moeten plaatsvinden, maar tot op heden is er nog nooit een bemande ruimtereis naar Mars ondernomen.

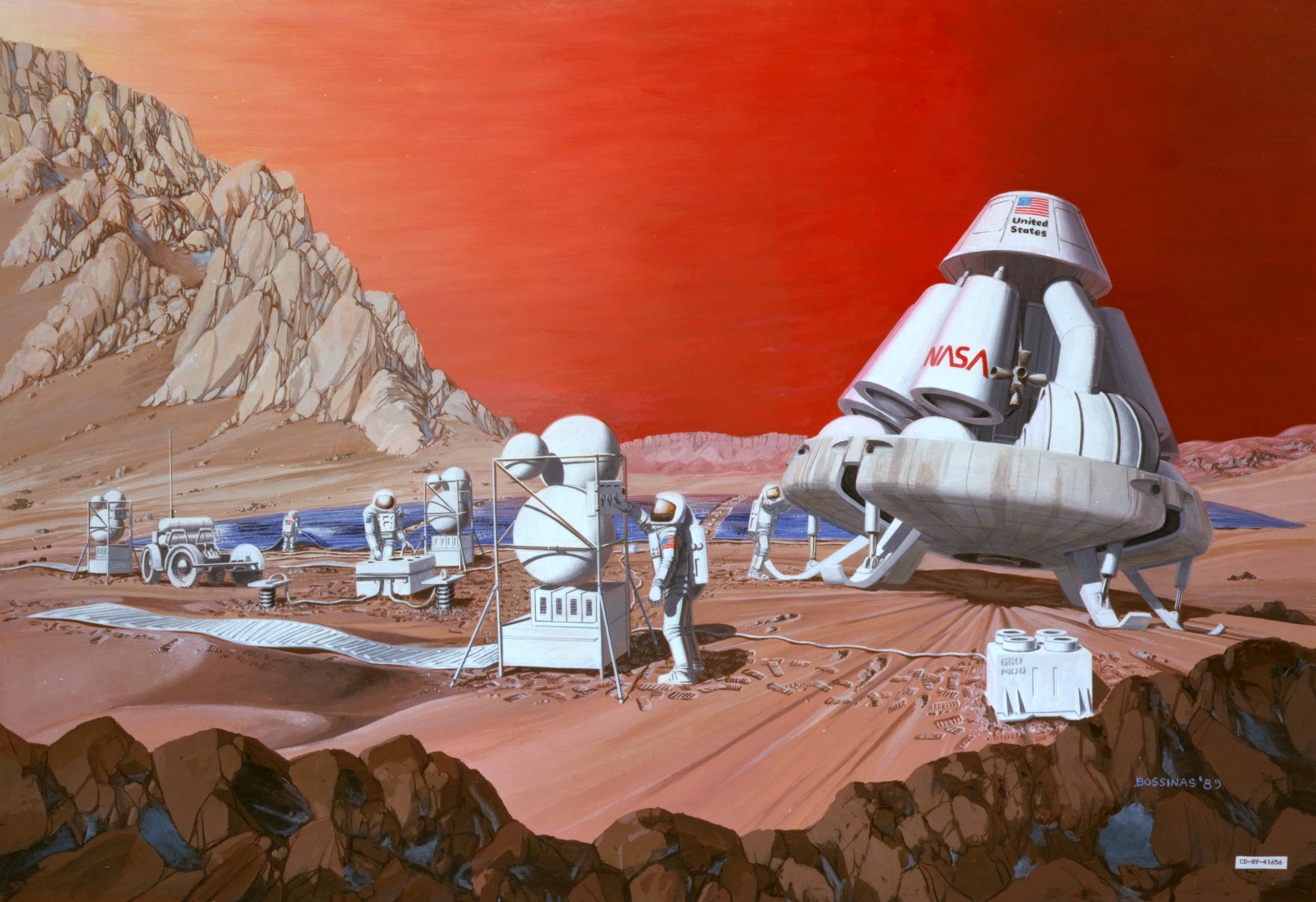
Kunstzinnige weergave van een missie op het Marsoppervlak (schilderij 1989)

## Uitdagingen
Er zijn verschillende belangrijke problemen die moeten worden opgelost voor er bemande ruimtevaart naar Mars mogelijk is.
- Iemand op Mars is blootgesteld aan hoog-energetische kosmische straling, wat schadelijke effecten heeft. Op Aarde beschermt het aardmagnetisch veld de mens tegen straling.
- Een langdurig verblijf in een omgeving met weinig zwaartekracht heeft negatieve effecten op het lichaam.
- Een langdurig verblijf in een omgeving met weinig licht heeft lichamelijke gevolgen.
- Langdurig afgescheiden zijn van de Aarde kan psychische gevolgen hebben.
- Lange tijd geen onderdeel uitmaken van een groep (door de vertraging in de verbinding met de Aarde) kan voor psychologische problemen zorgen.
- Langdurig op een zeer kleine ruimte moeten leven met een aantal mensen kan sociale gevolgen hebben.
- Medische voorzieningen zijn onbereikbaar.

Hiernaast zijn er politieke en financiële bezwaren. Ook de technische en biologische uitvoerbaarheid spelen een rol.
Ruwweg elke twee jaar is er een periode van ongeveer een maand waarin de verhouding tussen beide planeten zodanig is dat de reis met een zo laag mogelijke hoeveelheid energie kan worden gemaakt. Een enkele reis naar Mars neemt dan ongeveer zeven maanden in beslag (ter vergelijking: een reis naar de Maan duurt ongeveer drie dagen). De lange reis betekent ook dat meer voorraden meegenomen moeten worden, wat de benodigde energie doet stijgen.
Bovendien is de ontsnappingssnelheid van Mars 5,0 km/s, corresponderend met 12,5 MJ/kg; weliswaar veel minder dan de 60 MJ/kg op Aarde, maar toch een flinke gravitatieput, en dus een flinke raket vereisend. Zo'n raket en brandstof vanaf de Aarde meenemen is erg lastig.
Er worden daarom soms missies ontworpen die de astronauten niet de mogelijkheid bieden terug te keren naar de Aarde, of waarbij de brandstof voor de terugkeer ter plaatse wordt geproduceerd.

## Plannen in de 20e eeuw

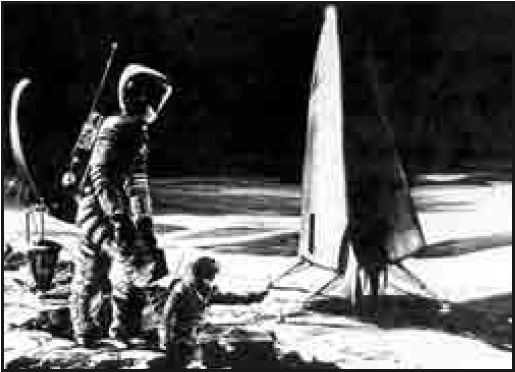
Artistieke impressie uit 1963 van een Marslanding

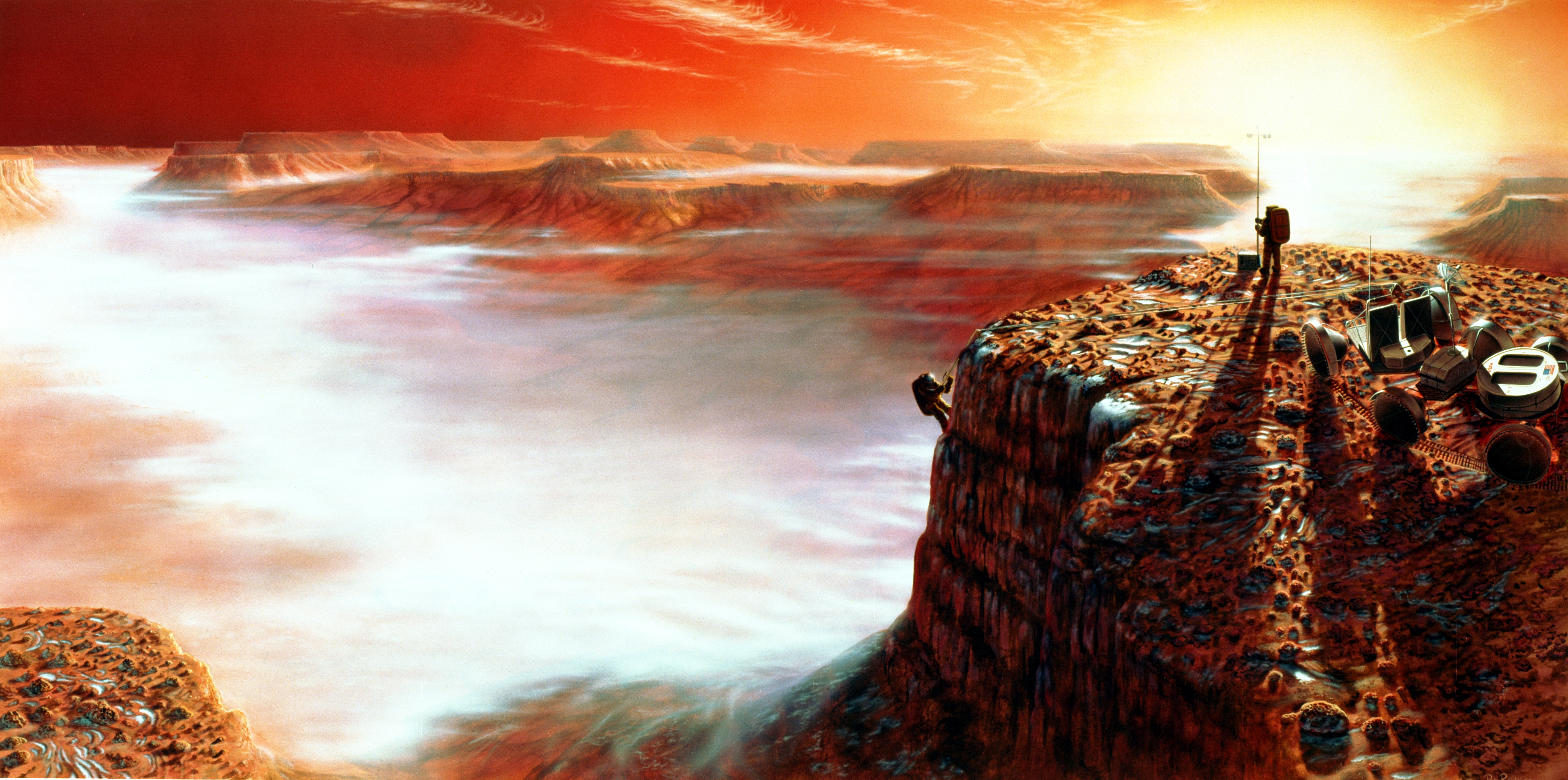
Impressie van onderzoek van het Marsoppervlak (1989)

In de twintigste eeuw zijn er tientallen plannen, voorstellen en studies geweest om een bemande reis naar Mars te ondernemen. Hieronder waren voorstellen om een scheervlucht langs de planeet te maken (een flyby), om op de planeet te landen of om de planeet te koloniseren. De voortschrijdende kennis van de omstandigheden op Mars had invloed op de ideeën over de mogelijke reis. In 1965 bijvoorbeeld bracht de ruimtesonde Mariner 4 veel meer wetenschappelijke gegevens beschikbaar over Mars (zoals de atmosferische druk van slechts 1% van die op Aarde, de dagtemperatuur tussen de -40 en -100 °C en het ontbreken van een magnetisch veld). Het werd toen duidelijk dat het overleven op Mars veel ingewikkelder was dan men tot dan toe had aangenomen.
Hier volgt een kleine greep uit de vele voorstellen voor een bemande ruimtemissie naar Mars.

### Wernher von Braun (1952, 1956)
Wernher von Braun was de eerste die een gedetailleerde technische analyse maakte van de mogelijkheid om naar Mars te gaan. Hij publiceerde zijn boek Das Marsprojeckt in 1952 (een jaar later verschenen in het Engels, The Mars Project), maar hij was zijn studie al in 1948 begonnen. Zijn plan behelsde een vloot van tien ruimteschepen met in totaal zeventig mensen aan boord. Het zou in 1965 uitgevoerd moeten worden.
In 1956 herzag hij zijn plannen en bracht samen met Willy Ley het boek The Exploration of Mars uit. De omvang van de missie was sterk verminderd, het ging nu om twee schepen met twaalf mensen. Gemikt werd nu op 1970.

### Plannen van Amerika (jaren 50 en 60)
In 1962 werden er verschillende studies gemaakt door het Marshall Spaceflight Center van NASA onder de naam "Project EMPIRE" (door Aeronutronic Ford, General Dynamics en Lockheed). Deze studies suggereerden dat een Marsmissie (eventueel met een scheervlucht langs Venus) mogelijk was door middel van de lancering van acht Saturnus V-raketten en montage in een lage baan om de Aarde, of anders met een lancering door een, hypothetische, zware "post-Saturnus"-raket. Hoewel de studies nooit tot concrete voorstellen of projecten leidden, waren dit de eerste uitgewerkte analyses van wat er nodig was om een bemande reis naar Mars te kunnen volbrengen, waarbij rekening werd gehouden met de recentste gegevens van ruimtevluchten door NASA. Deze onderzoeken legden de basis voor latere serieuze onderzoeken, waaronder studies door TRW, North American, Philco, Lockheed, Douglas, General Dynamics en NASA.
Na de succesvolle bemande ruimtevluchten naar de Maan, van het Apolloprogramma (1968-1972), pleitte Wernher von Braun voor missies naar Mars als volgende speerpunt van het bemande ruimtevaartprogramma van de NASA. In 1969 stelde hij voor om met Saturnus V-raketten een nucleaire raketaandrijving (NERVA) te lanceren die kon worden gebruikt voor twee ruimteschepen met elk zes bemanningsleden. Het doel was 1981. Het voorstel werd overwogen door president Nixon, maar uiteindelijk werd er voor de ontwikkeling van de Space Shuttle gekozen.

### Plannen van de Sovjet-Unie (1956-1971)
Het Martian Piloted Complex (MPK) was een voorstel van Mikhail Tikhonravov voor een Marsmissie door de Sovjet-Unie. Het ging om een zeskoppige bemanning en een reis van 900 dagen (lancering in 1975). Er zou een jaar lang op het Marsoppervlak worden verbleven. Het voorstel werd onderzocht van 1956 tot 1962.
In de jaren 60 maakte de Sovjet-Unie plannen onder de naam Heavy Piloted Interplanetary Spacecraft (TMK), waarbij een bemand ruimtevaartuig langs Mars en Venus zou vliegen zonder te landen. Het zou in 1971 worden gelanceerd voor een vlucht van drie jaar. Het TMK-project zou het antwoord zijn van de Sovjet-Unie op de bemande maanlanding van Amerika (in het kader van de ruimtewedloop). Het project kwam nooit van de grond doordat de beoogde raket, de N1, geen succes werd.
In 1969 begon de Sovjet-Unie aan de uitwerking van het Mars Expeditionary Complex (MEK), waarbij drie tot zes bemanningsleden naar Mars zouden gaan en terug. De missie zou 630 dagen duren.

### Case for Mars (1981-1996)
Na de onbemande Vikingmissies naar Mars (1981-1996) werd er in Colorado (Amerika) een reeks conferenties gehouden over bemande ruimtevaart naar Mars. Er werd voorgesteld om voor de raketbrandstof die nodig was voor de terugvlucht, gebruik te maken van natuurlijke hulpbronnen ter plaatse.
In latere bijeenkomsten werden alternatieve voorstellen gedaan, zoals "Mars Direct", "Footsteps to Mars" en "Great Exploration".

### NASA Space Exploration Initiative (1989)
In 1989 kondigde president George H.W. Bush ruimtevaartplannen aan onder de naam Space Exploration Initiative (SEI). Hij riep op om een nieuw ruimtestation, Freedom, te bouwen, om mensen naar de Maan te sturen to stay (om er te blijven) en om uiteindelijk astronauten naar Mars te sturen.
NASA werkte deze plannen uit en publiceerde in november 1989 een rapport hierover, The 90-Day Study on Human Exploration of the Moon and Mars. De kosten werden geschat op ongeveer 500 miljard dollar over een periode van twintig tot dertig jaar. Er kwam veel kritiek op het rapport, met name wegens de hoge kosten.

### Mars Direct (1996)
Op basis van de "Case for Mars"-conferenties, publiceerde Robert Zubrin het boek The Case for Mars (1996). Hierin werd het "Mars Direct"-concept (waarbij de raketbrandstof voor de terugvlucht werd gemaakt uit de atmosfeer van Mars) uitgewerkt. Dit plan wordt bepleit door de Mars Society, die in 1998 door Zubrin werd opgericht.

### NASA Design reference missions (jaren 90)
Begin jaren 90 liet NASA verschillende ontwerpen maken voor menselijke bewoning op Mars. De bedoeling was om verder over het onderwerp na te denken, aanzet te geven tot nieuwe benaderingen en waar mogelijk de effectiviteit te verbeteren, de risico's te verlagen en de kosten te verlagen.

## Plannen voor het eerste decennium van de 21e eeuw

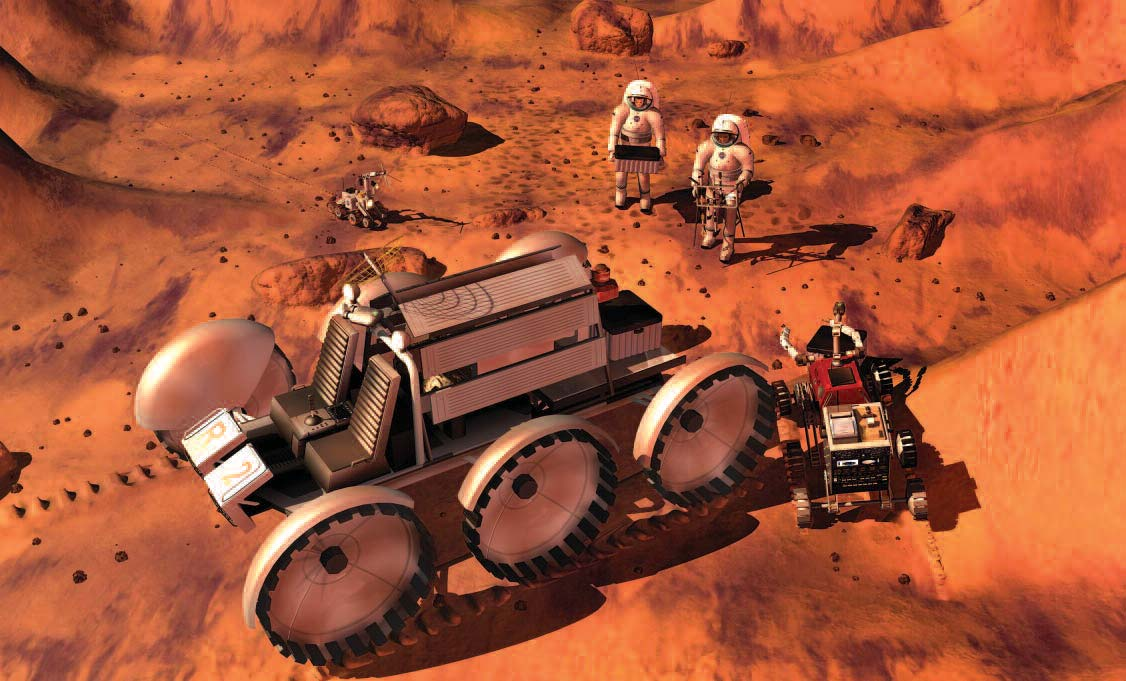
Impressie van onderzoek van het Marsoppervlak (2004)

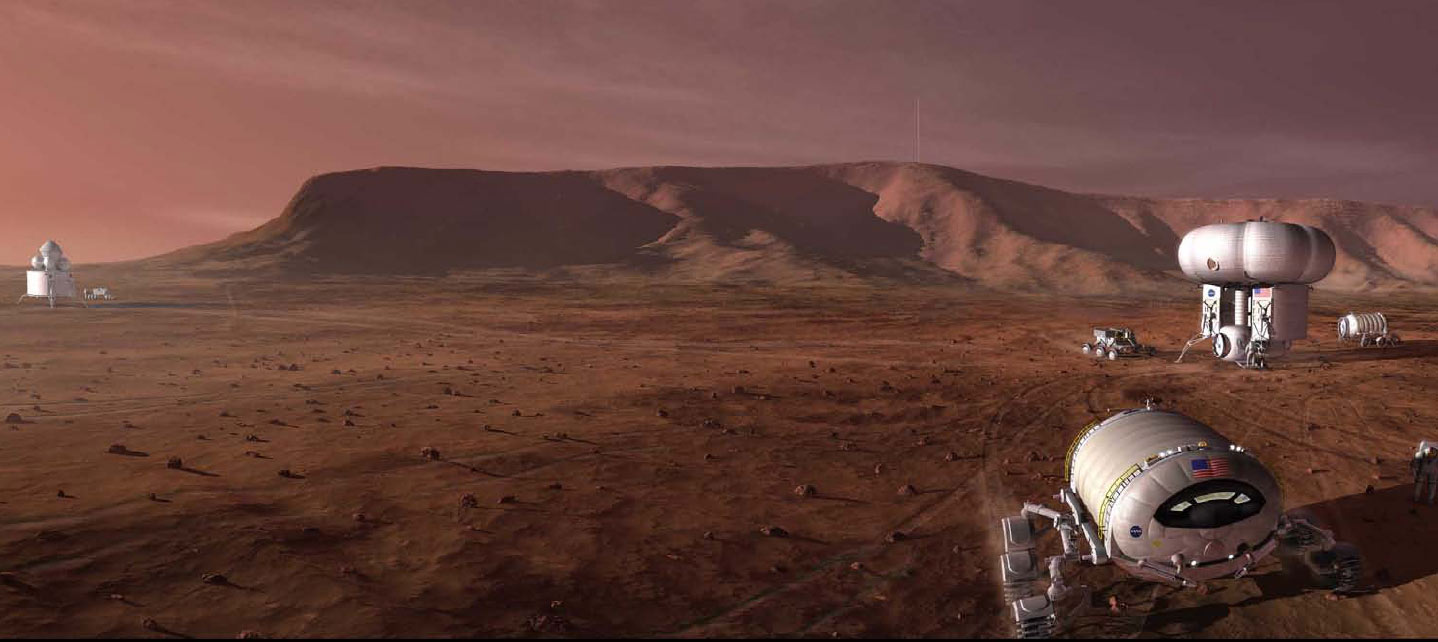
Ontwerp voor een Marsvoertuig (2009)

### MARPOST, Rusland (2000-2005)
Het Mars Piloted Orbital Station (MARPOST) is een Russisch plan om een bemande ruimtesonde in een baan om Mars te brengen, waarbij gebruik wordt gemaakt van een nucleaire reactor om de raketmotor aan te drijven. Het werd in oktober 2000 voorgesteld door Joeri Karash van de Russian Academy of Cosmonautics om, naast de Russische deelname aan het Internationale Ruimtestation ISS, een volgende stap te maken in de Russische ruimtevaart. In 2005 werd een concept voor MARPOST vastgelegd. Het ontwerp voor het ruimteschip zou gereed moeten zijn in 2012 en het ruimteschip zelf in 2021.

### Auroraprogramma van ESA (vanaf 2001)
De Europese Ruimtevaartorganisatie (ESA) heeft een langetermijnplanning gemaakt voor een bemande missie naar Mars in 2030. De plannen werden aangekondigd in 2001. In het kader van het Auroraprogramma wil ESA om te beginnen robots naar het Marsoppervlak sturen. Hiermee kan ervaring worden opgedaan voor latere bemande missies. Door bezwaren van deelnemende landen en andere vertragingen is het tijdschema echter onzeker geworden.

### Plan van ESA en Rusland (2002)
ESA en Rusland hebben gezamenlijk een voorstel voor een missie gedaan dat uitgaat van twee ruimtevaartuigen die tegelijkertijd naar Mars vliegen. In de ene ruimtesonde reizen zes bemanningsleden mee en in de andere alle voorraden voor de reis. De missie zou 440 dagen in beslag nemen, waarbij drie astronauten twee maanden lang op het oppervlak van de planeet zullen verblijven. Het project zou twintig miljard dollar kosten en Rusland zou dertig procent hiervan bijdragen.

### Vision for Space Exploration, Amerika (2004)
Op 14 januari 2004 kondigde president George W. Bush een aanzet tot bemande ruimtevaart aan, onder de naam Vision for Space Exploration. Hieronder viel een plan voor een basis op de maan.
In 2007 suggereerde NASA dat een bemande missie naar Mars mogelijk zou zijn in 2037. Om het benodigde bedrag bij elkaar te krijgen zou elf miljard dollar uit het budget voor missies voor wetenschappelijk ruimteonderzoek naar bemande ruimtevaart moeten gaan. Ook onderzocht NASA de mogelijkheid om missies naar Mars vanaf de Maan te lanceren, om zo de kosten voor de reis te drukken.
In 2007 en 2009 bracht NASA nieuwe concepten voor ontwerpen uit voor menselijke bewoning op Mars.

### European Mars Mission, EMM (2005)
De Mars Society in Duitsland deed een voorstel voor een Marsmissie met meerdere lanceringen van een verbeterde versie van de Ariane 5-raket. Met ongeveer vijf lanceringen zou een vijfkoppige bemanning een ruimtereis van 1200 dagen maken.

### De optie van een enkele reis (2006)
In 2006 deed voormalig medewerker van NASA, James C. McLane III, een voorstel om een kolonie op Mars te vestigen door middel van een one-way trip, een enkele reis. Om te beginnen zou slechts één mens naar Mars afreizen.

### Mars to Stay (2006)
Onder de naam Mars to Stay (Blijven op Mars) worden plannen gemaakt om astronauten naar Mars te sturen zonder dat zij naar Aarde terugkeren. Hierdoor verminderen de kosten flink en wordt een basis gelegd voor een permanente kolonisatie van de planeet. Een bekende voorstander van Mars to Stay is voormalig Apollo-astronaut Buzz Aldrin. Een bekende uitspraak van hem in dit verband is: “Forget the Moon, let's head to Mars” (“Vergeet de Maan, laten we aansturen op Mars”).
De eerste aanzet tot een plan om op Mars te blijven, werd gegeven door George Herbert tijdens de Case for Mars VI workshop (1990). Hij hield daar een presentatie met de titel One Way to Mars (Enkele reis naar Mars).
De voorstellen die in het kader van Mars to Stay zijn gedaan, gaan meestal uit van een zeskoppige bemanning. Door een aantal vervolgmissies wordt het aantal Marsbewoners tot ongeveer dertig aangevuld. Dit zou het begin vormen van kolonisatie van de planeet, die op natuurlijke wijze verder zou kunnen groeien. Een permanente nederzetting op Mars zou de effectiefste manier zijn om van de mensheid een soort te maken die door de ruimte reist en meerdere planeten bewoont. Eventueel zou aan kolonisten die bijvoorbeeld de leeftijd van 65 jaar bereiken, de mogelijkheid kunnen worden geboden om terug te keren naar Aarde.

### Naar Mars in de jaren 2030, Amerika (2010)
Op 15 april 2010 hield president Barack Obama een space policy speech (toespraak over beleidsplan voor ruimtevaart) op het Kennedy Space Center. De Verenigde Staten zien af van nieuwe bemande vluchten naar de Maan, en streven er in plaats daarvan naar een vlucht naar een planetoïde te maken in 2025, rond 2035 een bemande vlucht met terugkeer naar de Aarde te maken naar een baan om Mars, en daarna een bemande vlucht met terugkeer naar de Aarde te maken met een landing op Mars.

### Hundred Year Starship (2010)
In oktober 2010 introduceerde NASA het programma Hundred Year Starship (Honderd jaar ruimteschip). De bedoeling is om mensen op basis van een enkele reis naar Mars te sturen. Vanaf de Aarde zouden vervolgens met regelmaat voorraden naar de astronauten worden gestuurd. Dit zou na 2030 moeten plaatsvinden. Het programma is onderdeel van een streven van NASA en DARPA om een eerste groep kolonisten op andere planeten te brengen. De geschatte kosten van het programma zijn ruim elf miljard dollar. Het kost ruwweg tien miljard dollar om één persoon enkele reis naar Mars te brengen.

### Concepten Marsmissies Rusland (2010)
Russische wetenschappers hebben een aantal concepten en voorstellen voor Marsmissies naar voren gebracht. Genoemde streefdata voor lancering lagen ongeveer tussen 2016 en 2020. Het ruimtevaartuig zou bemand worden door vier of vijf kosmonauten en deze zouden ongeveer twee jaar in de ruimte doorbrengen.
Tussen 2007 en 2011 werd er in Rusland een uitgebreide proef uitgevoerd, waarbij er een vlucht naar Mars op Aarde werd nagebootst. Het experiment, Mars-500, bestond uit drie fasen, waarbij in de laatste fase zes vrijwilligers anderhalf jaar in de nagebouwde ruimtesonde verbleven.

### Ruimtevaartprogramma Mars van China
Er is maar weinig bekend over de plannen die China maakt voor onbemande of bemande ruimtevaart naar Mars. De Maan heeft de eerste prioriteit. Hierna zou een onderzoeksprogramma naar Mars kunnen volgen. Er wordt sinds de jaren 90 van de twintigste eeuw onderzoek naar gedaan in het kader van het project 863 Planetary Exploration.

## Plannen voor het tweede decennium van de 21e eeuw

### Mars One (2012)
Mars One is een sinds 2011 ontwikkeld en in 2012 onthuld Nederlands plan voor commerciële bemande reizen naar Mars door Bas Lansdorp en Arno Wielders. Net als bij de bovengenoemde projecten Mars to Stay en Hundred Year Starship biedt het ontwerp de astronauten niet de mogelijkheid terug te keren naar de Aarde, omdat die het project veel duurder en ingewikkelder zou maken. Het betreft dus emigratie en kolonisatie.
De eerste bemande vlucht zou moeten plaatsvinden in 2031 met landing in 2032, met vier astronauten, daarna zouden elke twee jaar meer volgen. Het zal gefinancierd worden door het uit te zenden als een soort Big Brother-programma op televisie en internet.

### SpaceX
SpaceX-CEO Elon Musk maakt er geen geheim van dat kolonisatie van Mars een van zijn doelen is. Hij heeft hiervoor een zeer grote draagraket genaamd Starship met een in de tweede trap geïntegreerd ruimteschip, dat tot 100 mensen per transport moet kunnen vervoeren, in aanbouw. Musk presenteerde het ontwerp op het International Astronautical Congress (IAC) 2017 waarna hij het ontwerp nog een aantal keer flink aanpaste. Hij verwacht op zijn vroegst in 2022 een voorbereidende onbemande vrachtvlucht naar Mars te sturen, en twee jaar later de eerste bemande vlucht. Buzz Aldrin heeft meermalen aangegeven te geloven dat SpaceX de beste papieren voor bemande geslaagde vluchten naar Mars heeft. Tussen maart 2019 en mei 2021 heeft SpaceX steeds completer wordende prototypes met wisselend succes getest. In mei 2021 slaagden ze erin een prototype naar 10 kilometer hoogte te laten vliegen, een gecontroleerde vrije val te laten en vervolgens te laten landen. Een eerste orbitaal prototypes met eerste trap werd in de zomer van 2021 gebouwd. In oktober 2024 zijn 5 testvluchten uitgevoerd.

### Lockheed Martin
Lockheed Martin heeft op IAC 2017 een ontwerp gepresenteerd van een marslander en een ruimtestation dat als basiskamp in een baan om Mars draait. Orion-capsules zouden mensen tussen het basiskamp en de aarde moeten vervoeren. Of dit plan doorgang vindt hangt af van de bereidheid van Amerikaanse overheidsinstellingen om het te subsidiëren.

### Inspiration Mars(2013)
Inspiration Mars was een plan van Dennis Tito om op 5 januari 2018 een ruimtevlucht van 501 dagen te starten, waarbij een Amerikaanse man en vrouw (bij voorkeur een getrouwd stel zonder kinderwens) op 160 km hoogte langs Mars vliegen en vervolgens terugkeren naar de Aarde. Het betreft een free return-traject, dat wil zeggen dat na de voortstuwing bij het verlaten van de aardbaan en het op weg gaan naar Mars gedurende de gehele verdere vlucht geen voortstuwing nodig is, behalve kleine koerscorrecties. 2018 was niet haalbaar, maar er zou zich drie jaar later weer een optie voordoen. Een woordvoerder van NASA gaf aan dat een missie in 2018 volgens hen volstrekt onmogelijk was, maar dat 2021 wanneer alles en iedereen meewerkt misschien haalbaar is.

## Uitvoerbaarheid van de plannen

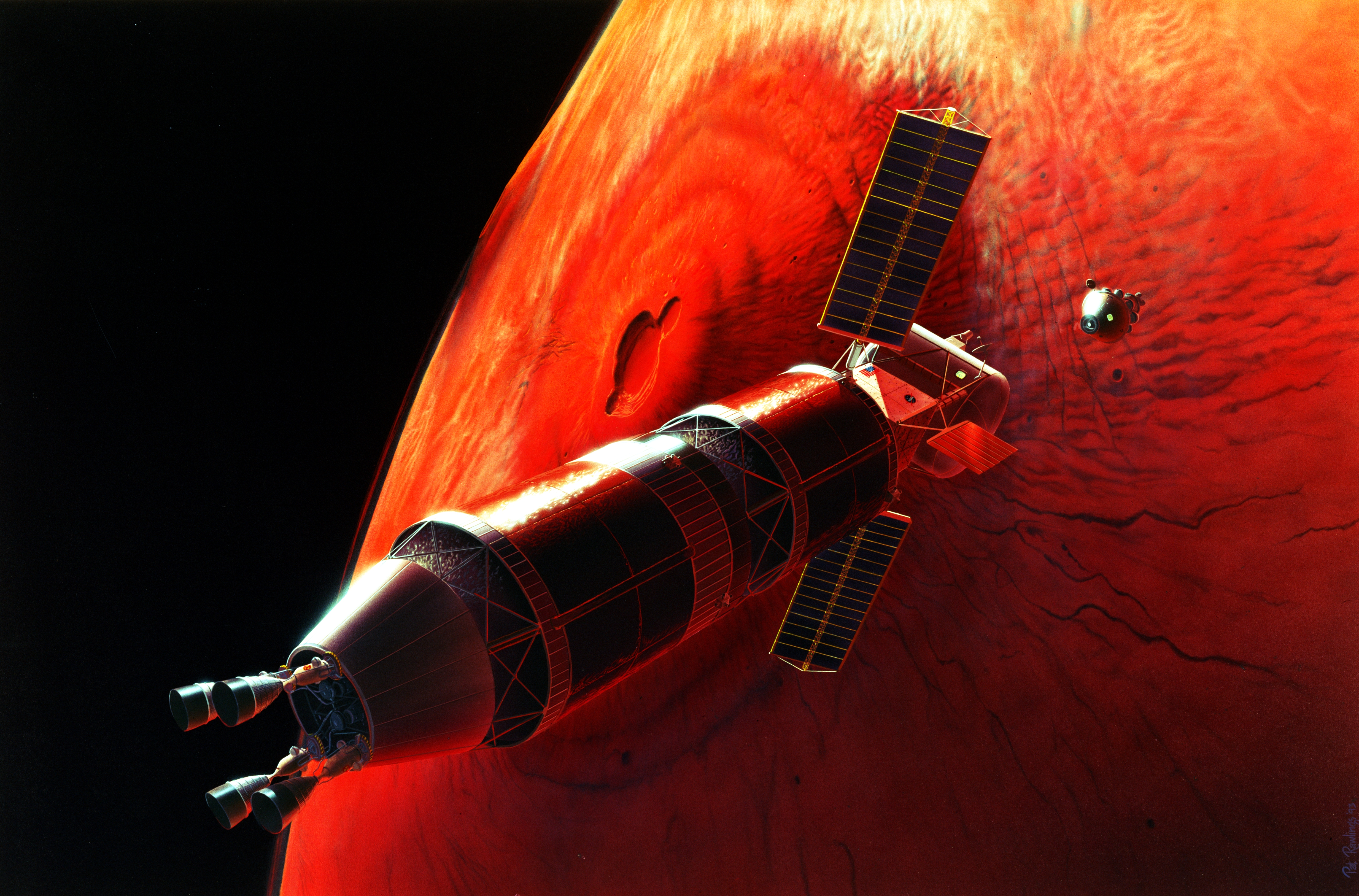
Impressie van koppeling van twee ruimtevaartuigen met op de achtergrond het Marsoppervlak met de vulkaan Ascraeus Mons

Een groot aantal landen en organisaties heeft plannen gemaakt om op de langere termijn mensen naar Mars te sturen. Het is echter de vraag in hoeverre zij in staat zijn om deze plannen uit te voeren.
- Het Amerikaanse NASA heeft veel ervaring opgedaan met onbemande ruimtevaart naar Mars. Het eerstvolgende project is het terugbrengen van een monster van het Marsoppervlak. Amerika bouwt anno 2016 een draagraket genaamd Space Launch System (SLS) die in staat moet zijn om mensen naar Mars of elders in het zonnestelsel te brengen. Ook is men bezig met het ontwikkelen van het Orion-ruimtevaartuig (een exploratieruimtevaartuig voor vier astronauten dat op z'n vroegst vanaf 2023 bemande vluchten diep in de ruimte (deep space) mogelijk zal maken). Hiermee zouden astronauten met een meegelanceerde ruimtehabitat en Marslander naar Mars kunnen en na een Marsmissie van dat ruimteschip weer naar het Aardoppervlak gebracht. De eerste onbemande testvlucht van Orion was op 5 december 2014. De eerste onbemande proefvlucht van een SLS-Orion-combinatie wordt in 2021 verwacht. De Haughtonkrater op Devoneiland (Canada) wordt gebruikt als testgebied voor Marsmissies, omdat de geologie er lijkt op die op Mars. De VASIMR-raket gebaseerd op argonplasma zou de duur van de vlucht terugbrengen tot 40 dagen.
  - Tegelijkertijd is het commerciële Amerikaanse ruimtevaartbedrijf SpaceX bezig met de ontwikkeling van hun Mars-raketten en zou ook Blue Origin binnen enkele jaren zich met ruimtevaart naar Mars kunnen gaan bemoeien. Ook de ruimtehabitats van Bigelow Aerospace kunnen een rol bij het transport naar Mars spelen.
- De Europese ruimtevaartorganisatie ESA heeft plannen om een robotwagen naar Mars te sturen (2020) en bodemmonsters terug te brengen van het Marsoppervlak (na 2020) als onderdeel van het Aurora-programma. Op de lange termijn wil ESA ook mensen naar Mars sturen, maar ze beschikken niet over een geschikte draagraket. Er wordt over gesproken om het Automated Transfer Vehicle (een ruimtevaartuig om het internationale ruimtestation ISS mee te bevoorraden) om te bouwen zodat er astronauten in kunnen worden vervoerd.
- Rusland (en voorheen de Sovjet-Unie) heeft ruime ervaring met onbemande ruimtevaart naar Mars. Daarbij heeft het veel ervaring met langdurig verblijf in de ruimte, door de verschillende ruimtevaartstations. Het land heeft de mogelijkheid om mensen de ruimte in te brengen. Ze hebben echter geen draagraket die geschikt is om mensen naar Mars te brengen. Echter beschikt Rusland wel over de ontwerpen van de RD-170 en RD-171, raketmotoren die voor Marsraketten geschikt zijn.
- De pogingen van Japan om onbemande ruimtevaart naar Mars uit te voeren, zijn tot dusver niet geslaagd.
- China heeft plannen om deel te nemen aan de Russische onbemande Phobos-Grunt-missie naar Phobos in 2011. China was het derde land, na Rusland en Amerika, dat een bemande ruimtevlucht uitvoerde (in 2003).

## Marssimulaties
Projecten voor simulatie van een reis naar en/of verblijf op Mars zijn/waren onder meer Hawaii Space Exploration Analog & Simulation (HI-SEAS) op de flanken van de Mauna Loa-vulkaan op Hawaii. en Mars-500 in Moskou Voor Mars One is Simulation Outpost Alpha voorzien, op een nog te bepalen locatie.

## Kritiek

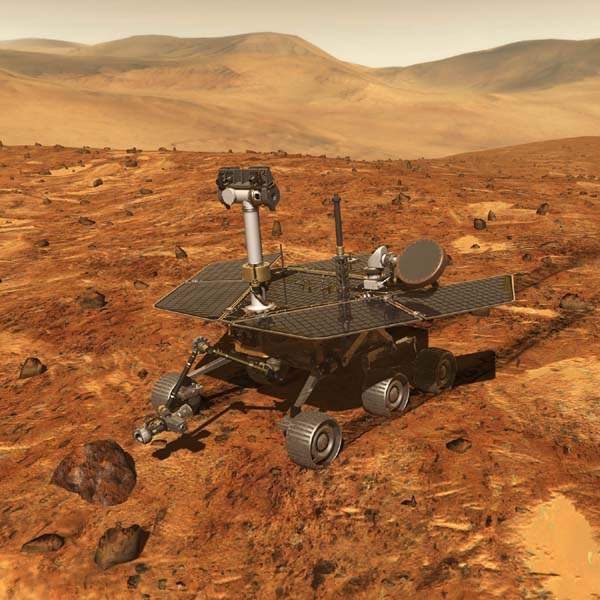
Onbemande robotwagen Opportunity stuurde van 2004 tot 2018 gegevens over het Marsoppervlak naar Aarde.

Op verschillende vlakken is er kritiek geuit op het uitvoeren van bemande ruimtevaart naar Mars.
Een aantal wetenschappers heeft betoogd dat het uitvoeren van een bemande ruimtevlucht een averechts effect zou hebben voor de wetenschap. Het geld dat gestoken zou worden in een dure bemande missie kan niet worden uitgegeven aan goedkopere onbemande missies, terwijl de laatste wellicht meer wetenschappelijke gegevens zouden opleveren. In 2004 stelde een commissie voor financiering van astrofysica van de American Physical Society: "shifting NASA priorities toward risky, expensive missions to the Moon and Mars will mean neglecting the most promising space science efforts" ("het verschuiven van het zwaartepunt van NASA naar risicovolle, dure missies naar de Maan en Mars, betekent dat het meest veelbelovende wetenschappelijke ruimteonderzoek wordt verwaarloosd").
Ook is er principiële kritiek op de hoge kosten van bemande ruimtevaart in het algemeen. Een enkele reis naar Mars voor één persoon kost ruwweg 10 miljard dollar. De tientallen miljarden die een missie in totaal zou kosten zijn moeilijk te verantwoorden in een wereld waar nog hongersnoden en andere maatschappelijke problemen voorkomen. Bovendien wijzen proeven met ratten uit, dat Marsreizigers grote kans lopen op hersenschade. Dit is slechts ten dele oplosbaar met stralingsschilden. Een studie in juli 2014 stipte een probleem met genen, betrokken bij de opname van dopamine, aan. Een lagere opname resulteert onder meer in verminderde spierspanning. Bovendien vergroot het de kans op depressie, schizofrenie, Alzheimer en Parkinson.
De kwestie of er ooit leven is geweest of nog steeds leven bestaat op Mars is nog niet met zekerheid beslecht. Een bemande missie zou het oppervlak van Mars kunnen verontreinigen met microbes. Dit zou het zoeken naar oorspronkelijke levensvormen van Mars in gevaar kunnen brengen en roept ethische vragen op naar het brengen van levensvormen naar een ander hemellichaam.
Ruimtevaart wordt hiernaast ook bekritiseerd door de milieubeweging. Het hoge energieverbruik en de uitstoot van broeikasgassen betekenen een aanslag op het milieu en een bijdrage aan het broeikaseffect. Raketten met een nucleaire reactor zorgen voor radioactief afval, dat zich over een groter gebied kan verspreiden als resten van de raket in de atmosfeer komen en verbranden (zoals bij de Kosmos 954).